# Fratelli dell'Immacolata Concezione di Maastricht
I Fratelli dell'Immacolata Concezione di Maastricht (in latino Congregatio Fratrum Immaculatae Conceptionis B.M.V., in neerlandese Broeders van de Onbevlekte Ontvangenis van de Heilige Maagd Maria) sono un istituto religioso maschile di diritto pontificio: i membri di questa congregazione laicale pospongono al loro nome la sigla F.I.C.

## Storia
La congregazione venne fondata a Maastricht dai sacerdoti olandesi Louis Rutten e Bernard Hoecken il 21 novembre 1840 per l'insegnamento e la cura degli orfani; venne approvata dal vescovo di Roermond il 25 novembre 1841.
L'istituto ha ottenuto il pontificio decreto di lode del 24 gennaio 1848 e le sue costituzioni vennero approvate definitivamente dalla Santa Sede il 19 maggio 1936.

## Attività e diffusione
I Fratelli dell'Immacolata Concezione si dedicano all'istruzione e all'educazione cristiana della gioventù maschile; la loro spiritualità è basata sulla regola di Sant'Agostino e su quelle dei Redentoristi e dei Gesuiti.
Oltre che nei Paesi Bassi, sono presenti in Cile, Ghana, Indonesia, Malawi: la sede generalizia è a Maastricht.
Al 31 dicembre 2005, la congregazione contava 52 case e 406 religiosi, 3 dei quali sacerdoti.